# Mouton-Duvernet (stanice metra v Paříži)

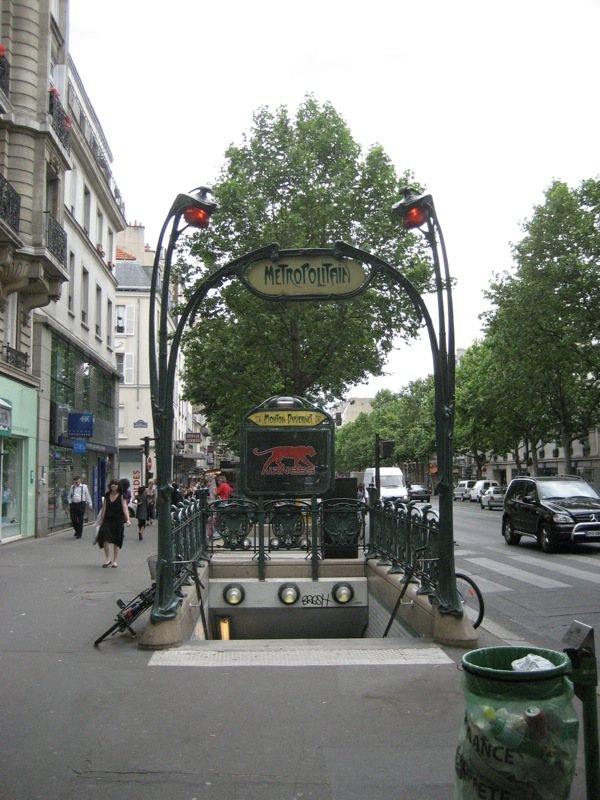
Vstup do stanice

Mouton-Duvernet je nepřestupní stanice pařížského metra na lince 4 ve 14. obvodu v Paříži. Nachází se na křižovatce ulic Avenue du Général Leclerc, pod kterou vede linka 4, a Rue Mouton-Duvernet.

## Historie
Stanice byla otevřena 30. října 1909 jako součást jižního úseku linky mezi stanicemi Porte d'Orléans a Raspail.
Stanice byla v roce 1969 renovována a opatřena novým obkladem z oranžových dlaždic, který posléze dostal název „styl Mouton“. Tento design však byl v roce 2007 odstraněn v rámci programu obnovy metra, stejně jako např. ve stanici Gare de l'Est.

## Název
Jméno stanice je odvozeno od názvu ulice Rue Mouton-Duvernet. Régis Barthélemy Mouton-Duvernet (1770–1816) byl francouzský generál.

## Vstupy
Stanice má dvě schodiště na Avenue du Général Leclerc před domy č. 40 a 42. Tento vchod je zdoben původním secesním zábradlím, které pro pařížské metro vytvořil architekt Hector Guimard. Eskalátor z nástupiště ve směru Porte d'Orléans vede rovněž na Avenue du Général Leclerc k domu č. 36.